# Jan Smithers
Pour les articles homonymes, voir Smithers.
Jan Smithers est une actrice américaine née le 3 juillet 1949 à North Hollywood, Californie (États-Unis).

## Biographie
Smithers a grandi avec ses parents et ses trois sœurs à Woodland Hills, en Californie. Son père était avocat et sa mère une femme au foyer. Jan avait trois sœurs. Malheureusement, à 21 ans, elle a perdu sa sœur aînée dans un accident de voiture. Alors qu'elle était encore au lycée, Jan a eu un terrible accident de voiture et s'est gravement blessée au menton. L'accident a laissé une cicatrice permanente près de son menton. Elle s'est fait connaître du public lorsqu'elle a été présentée le 21 mars 1966, en couverture de Newsweek , assise sur une moto. Après un premier mariage avec Kipp Whitman de 1971 à 1972, Jan Smithers a rencontré l'acteur James Brolin en 1985 sur le tournage de Hotel et ils se sont mariés en 1986. Le couple a eu une fille, Molly Elizabeth née en 1987. Jan Smithers a demandé le divorce en 1995.

## Filmographie

### Cinéma
- 1974 : Quand souffle le vent du nord  (When the North Wind Blows) de Stewart Raffill : ?
- 1974 : Where the Lilies Bloom de William A. Graham : Devola
- 1978 : Our Winning Season (en) de Joseph Ruben : Cathy Wakefield
- 1987 : Mr. Nice Guy (en) de Henry Wolfond : Lise

### Télévision

#### Séries télévisées
- 1973 : Love Story : Barbara (saison 1, épisode 7)
- 1976 : Starsky et Hutch (Starsky & Hutch) : Sharman Crane (saison 1 épisode 21 : Sauve qui peut !)
- 1978-1982 : WKRP in Cincinnati : Bailey Quarters (86 épisodes)
- 1982, 1983 et 1984 : La croisière s'amuse (The Love Boat) : Sabrina Drake / Aurora Adams / Carol Cooperman (4 épisodes)
- 1983 : L'Homme qui tombe à pic (The Fall Guy) : Cynthia Caldwell (saison 2, épisode 16)
- 1984 : Legmen (en) : Sarah Turner (saison 1, épisode 1)
- 1984 : Finder of Lost Loves (en) : Barbara Hensen (saison 1, épisode 8)
- 1984 et 1986 : Hôtel (Hotel) : Lacey Grant / Janice Copeland (2 épisodes)
- 1985 : Mike Hammer (Mickey Spillane's Mike Hammer) : Shia Walters (saison 2, épisode 13)
- 1985 : Espion modèle (Cover Up) : Karen Morris (saison 1, épisode 13)
- 1985 : Arabesque (Murder, She Wrote) : Kathy Farrell (saison 1, épisode 17 : Mort subite)
- 1985 : Comedy Factory : Barrie Shepherd (saison 1, épisode 7)

#### Téléfilms
- 1980 : The Love Tapes de Allen Reisner : Carol Clark